# Čebrať
Čebrať (1054 m n.p.m.) – dwuwierzchołkowy masyw górski w północnej części Wielkiej Fatry w Karpatach Zachodnich na Słowacji. Do końca lat 70. XX w. był zaliczany do Gór Choczańskich. 

## Położenie
Masyw Čebrati wznosi się w tzw. Szypskiej Fatrze – tej części Wielkiej Fatry, która leży już po północnej stronie doliny Wagu. Wypełnia załom, jaki tworzą doliny wspomnianego Wagu (na południu) i jego prawobrzeżnego dopływu, potoku Likavka (na wschodzie). Od strony północno-zachodniej masyw Čebrati przez szerokie siodło (ok. 770 m) pokryte łąkami (Dubovské lúky) łączy się z masywem kolejnego szczytu Szypskiej Fatry – Radičiná (1127 m). W masywie Čebrati wyróżnia się 2 wierzchołki; północno-zachodni Čebrať (1054 m) i południowo-wschodni Predny Čebrať (945 m), schodzący od północy nad sam Rużomberk. Grzbietem prowadzi łącząca je leśna droga.
Bezpośrednio u południowych podnóży masywu Čebrati rozciągają się zabudowania dawnej przemysłowej dzielnicy Rużomberku, zwanej Rybárpole, zaś dalej na wschód, już po południowej stronie koryta Wagu – kwartały centralnej części tego miasta. Pod północnymi stokami Čebrati wybijany jest długi tunel, którym poprowadzona zostanie autostrada D1.

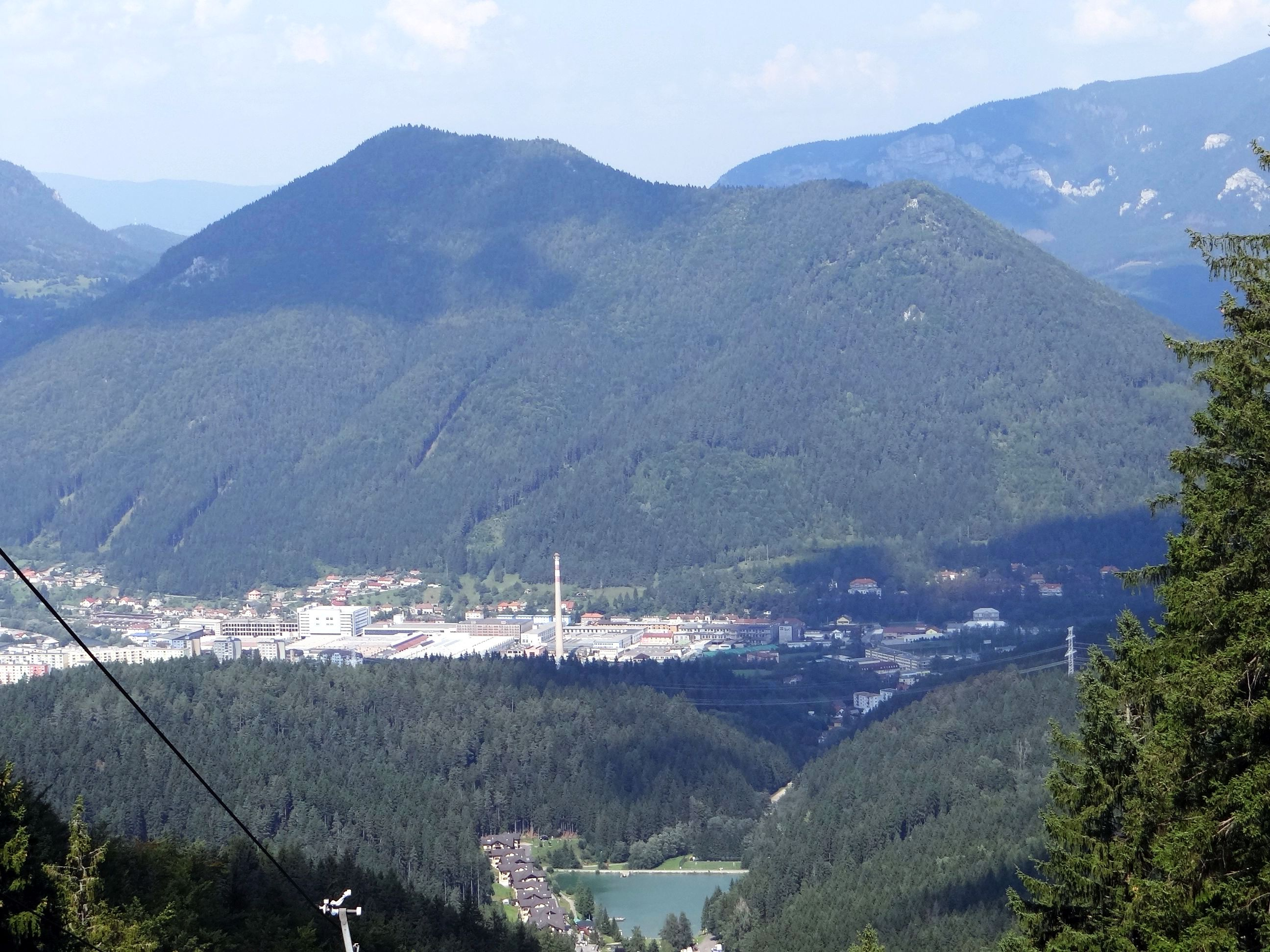
Widok na Čebrať z górnej stacji wyciągu narciarskiego Skipark Ružomberok
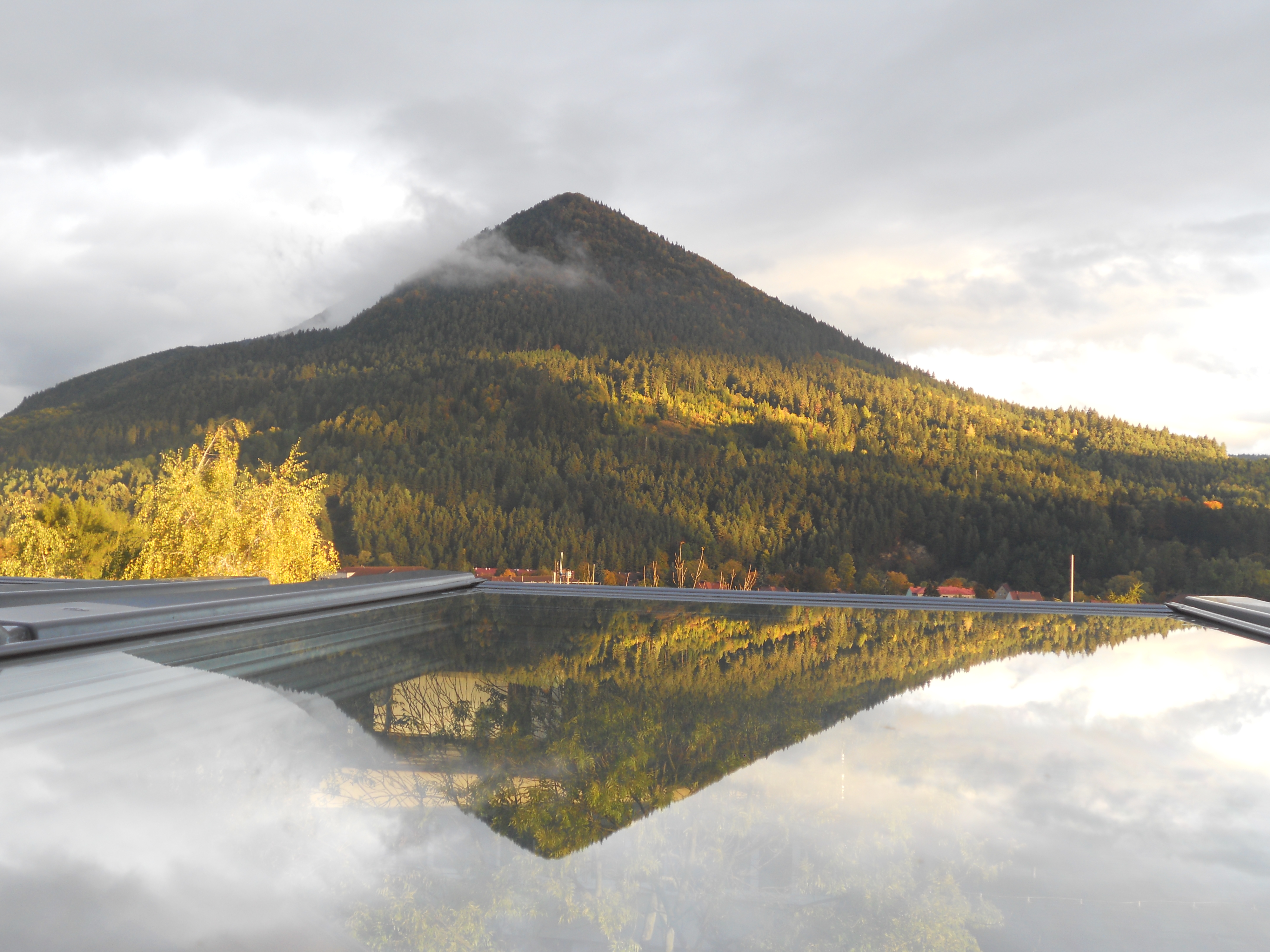
Čebrať od południowej strony
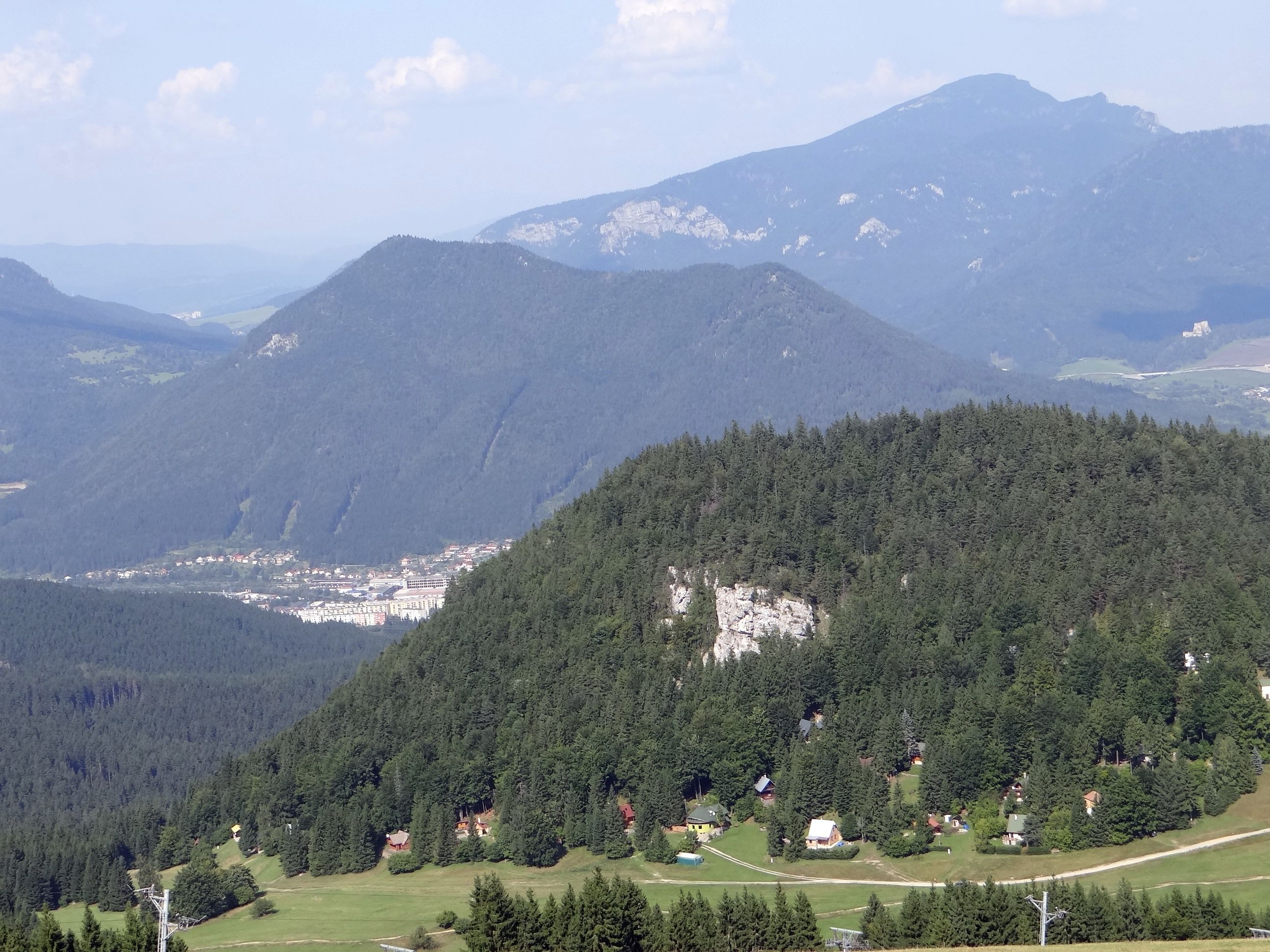
Widok z Malinnégo. Nad Čebraťem Wielki Chocz

## Opis szczytu
Podstawę masywu Čebrati budują stosunkowo mało odporne margle, margliste wapienie i margliste łupki pochodzące z dolnej i środkowej kredy, zaliczane do płaszczowiny kriżniańskiej. Górne partie masywu są natomiast wielkim ostańcem, zbudowanym z ciemnoszarych wapieni i dolomitów pochodzących ze środkowego triasu, a zaliczanych do płaszczowiny choczańskiej. Stoki masywu są strome (zwłaszcza wschodnie), miejscami mocno rozczłonkowane głębokimi dolinkami i żlebami. Wyższy wierzchołek leży w północno-zachodniej części masywu, niższy – w części południowo-wschodniej, bezpośrednio nad zabudowaniami Rużomberku. Masyw oglądany od strony centrum miasta przypomina kształtną piramidę (widoczny jest tylko bliższy, niższy szczyt), natomiast jego charakterystyczną dwuwierzchołkową sylwetę można oglądać od strony południowo-zachodniej (z dzielnicy miasta Černová) lub od północnego wschodu.
Ze stoków, szczególnie południowo-zachodnich, wystaje szereg wychodni skalnych w formie ambon i baszt.  W masywie Čebrati znajduje się kilka jaskiń. Jedna z nich, jaskinia typu szczelinowego, znajdująca się u zachodnich podnóży wyższego wierzchołka, ma korytarze o łącznej długości 120 m. Pod niższym wierzchołkiem znajduje się Jaskyňa v Čebrati. Cechą charakterystyczną masywu jest wyraźna, linearna depresja biegnąca wzdłuż grzbietu łączącego oba jego wierzchołki - zapewne ślad rozpadliny, być może również z jaskiniami.
Praktycznie cały masyw jest gęsto porośnięty lasem, w znacznej części monogatunkowymi świerczynami. Na skalistych półkach i upłazkach występują natomiast interesujące zbiorowiska roślin wapienio- i ciepłolubnych, w których godnymi uwagi są takie rzadkie gatunki jak pajęcznica gałęzista, len złocisty, konikleca czubata, cieciorka pochewkowata, niewystępujący w Polsce kołotocznik wierzbolistny czy lokalny podgatunek astra gawędki.
Čebrať znajduje się poza granicami Parku Narodowego Wielka Fatra, nie znajduje się także w jego otulinie.

## Turystyka
Na niższy Predný Čebrať wiedzie czerwono  znakowany szlak turystyczny z Rużomberku. Wierzchołek ten jest często odwiedzany z uwagi na rozległy widok, roztaczający się z wieńczącej go niewielkiej wychodni skalnej. Obejmuje on zachodnią część Kotliny Liptowskiej (tzw. Dolny Liptów), Wielką Fatrę, Małą Fatrę, Tatry Zachodnie i Niżne. Główny wierzchołek (Zadný Čebrať), całkowicie zarośnięty lasem, jest rzadko odwiedzany.
  Rużomberk – Predný Čebrať. Odległość 3,6 km, suma podejść 470 m, czas przejścia 1;30 h (z powrotem 1 h).